# Djoué
La Djoué est un département de la province du Haut-Ogooué au Gabon. Sa préfecture est Onga.